# Mare de Doulgou
Die Mare de Doulgou ist ein kleiner See in der Landgemeinde Dargol in Niger.

## Geographie
Das semipermanente Gewässer der Mare de Doulgou erstreckt sich über eine Fläche von 40 Hektar. Der See ist von Versandung betroffen, wodurch seine Wasserführung eingeschränkt ist. Er liegt westlich des namensgebenden Dorfes Doulgou in der Landgemeinde Dargol, die zum Departement Gothèye in der Region Tillabéri gehört. Die Mare de Doulgou ist Teil der Übergangszone zwischen Sahel und Sudan. Die durchschnittliche jährliche Niederschlagsmenge beträgt hier zwischen 400 und 500 mm.

## Wirtschaftliche Bedeutung
An der Mare de Doulgou wird das ganze Jahr über auf einfache, traditionelle Weise Fischerei betrieben. Der Fischfang dient überwiegend dem Eigenkonsum und zu einem kleineren Teil dem Verkauf in frischer, gesalzener oder geräucherter Form. Rund um den See wird außerdem Bewässerungsfeldwirtschaft praktiziert, die in der Gegend sonst kaum vorkommt.